# Stary Lubiaszów
Stary Lubiaszów (dawn. Lubiaszów Stary) – przysiółek wsi Lubiaszów w Polsce, położona w województwie łódzkim, w powiecie piotrkowskim, w gminie Wolbórz,  w granicach Sulejowskiego Parku Krajobrazowego. 
19 X 1933 utworzono gromadę Lubiaszów Stary w granicach gmina Golesze. 15 XII 1937 zniesiono ją i włączono do gromady Lubiaszów Nowy
W latach 1975–1998 miejscowość administracyjnie należała do województwa piotrkowskiego.